# ウエスト (テレビ番組制作)
株式会社ウエスト（英社名：WEST INC.）は、かつて存在した、イースト・グループ・ホールディングスの連結子会社で、テレビ局や制作会社へスタッフを派遣する人材派遣会社である。
企画制作部と制作事業部からなる制作部門を持ち、自社での番組制作もおこなっていた。

## 会社概要

### 所在地
- 〒107-0062 東京都港区南青山二丁目27-19

### 役員
- 取締役会長：富永正人
- 代表取締役社長：市村勉

## 概要
2005年1月にイースト・エンタテインメントの前身である『株式会社イースト』からテレビ局や制作会社への派遣事業が分社化される形で設立となった。
社名は親会社のイースト (東) との関連的な意味合いと、初代社長だった西瀧順二の「西」から取った。
2021年5月1日付、イースト・エンタテインメントと吸収合併し、株式会社E&Wへ商号変更され、ウエストは解散。ウエストが手がけていた業務は、そのまま継承した。
| スタブアイコン | サブスタブ | この項目は、まだ閲覧者の調べものの参照としては役立たない、企業に関連した書きかけの項目です。この項目を加筆・訂正などしてくださる協力者を求めています（PJ:経済）。 |